# Pimelite
La pimelite è un minerale non più riconosciuto dall'Associazione Mineralogica Internazionale (IMA) dal 2006 perché probabilmente si pensava trattarsi di willemseite Ni3Si4O10(OH)2 idratata o kerolite che è un sinonimo di pimelite. Il minerale appartiene comunque al gruppo della smectite e alla classe minerale dei "silicati e germanati"; possiede composizione chimica Ni3Si4O10(OH)2 • 4(H2O).

## Etimologia e storia
La pimelite è stata chiamata in questo modo da Dietrich Ludwig Gustav Karsten nel 1800 dalla parola greca per 'grasso', in allusione all'aspetto del minerale. La pimelite era stata identificata come smectite già nel 1938 e in seguito erroneamente attribuita a talco ricco di nichel. Sia il talco contenente nichel, sia la nontronite ricca di nichel, sia la smectite a predominanza di nichel si trovano nella sua località tipo, che è la miniera di crisoprasio di "Szklary" a Gmina Ząbkowice Śląskie (distretto di Ząbkowice Śląskie, Polonia). È iniziato un progetto di ricerca di ri-validazione del minerale.
Esiste una letteratura significativa che verifica che la pimelite è una smectite a predominanza di nichel, sebbene vi siano studi che hanno identificato erroneamente il materiale di partenza come "pimelite" e sono giunti a conclusioni errate. Spesso si pensa che sia un agente colorante nel crisoprasio, ma probabilmente raramente presente in tale materiale.

## Classificazione
La pimelite è elencata nella Classificazione Strunz-mindat, curata dal database "mindat.org" che prosegue la classificazione Nickel-Strunz nella classe dei "silicati e germanati" e da lì nella sottoclasse dei "fillosilicati"; questa è ulteriormente suddivisa in base alla struttura, in modo che la pimelite possa essere trovata nella sezione dei "fillosilicati con fogli di mica, composti da reticoli tetraedrici e ottaedrici", dove forma il sistema nº 9.EC.22.
Anche nella classificazione dei minerali secondo Dana la pimelite viene elencata nella classe dei "fillosilicati; fogli di anelli a sei elementi" e nella sottoclasse dei "fogli di anelli a 6 elementi con argille 2:1" dove forma il sistema nº 71.3.1b insieme a sobotkite, saponite, sauconite, hectorite, stevensite, zincsilite e yakhontovite.

## Abito cristallino
La pimelite cristallizza nel sistema esagonale con i parametri reticolari a = 5,256 Å e c = 14,822 Å, oltre a una unità di formula per cella unitaria.

## Origine e giacitura
La pimelite è stata rinvenuta in varie località sparse per il mondo.
A Santos Michelena (Venezuela); nelle contee di Sussex, Jackson, Yancey, Douglas, Lancaster, Windham (Stati Uniti); a Bonao (Repubblica Dominicana); a Montelíbano (Colombia); a Capitão Gervásio Oliveira (Brasile).
In Asia la pimelite è stata trovata nella Reggenza di Luwu Orientale (Indonesia); a Gwacheon (Corea del Sud); a Karkaraly (Kazakistan). In Europa è stata invece trovata nei distretti di Český Krumlov e Žďár nad Sázavou (Repubblica Ceca); nei distretti di Dzierżoniów, Kłodzko, Świdnica e di Ząbkowice Śląskie (Polonia); nella provincia di Malaga (Andalusia, Spagna).
In Oceania a Houaïlou, Koné, Kouaoua, Pouembout, Poum, Poya Nord, Voh e Yaté (tutte in Nuova Caledonia, Francia).
L'unico sito noto in Africa è in Marocco nella provincia di Zagora.